# 649

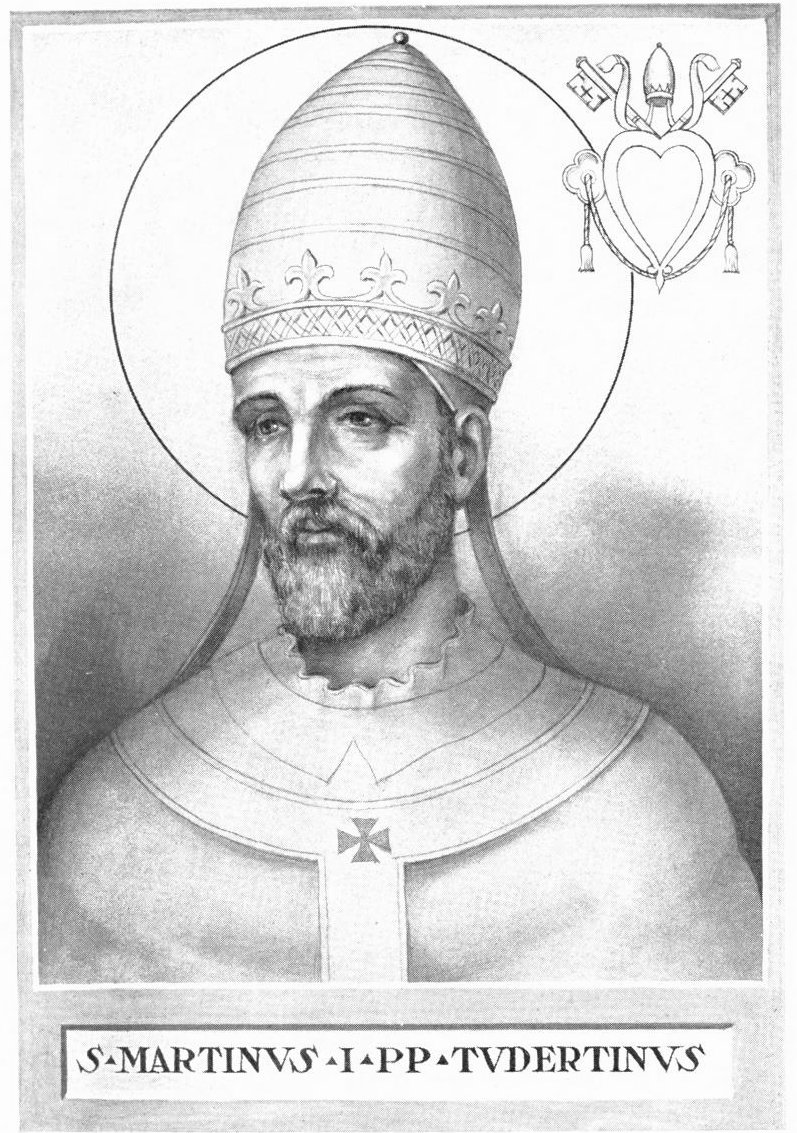
Paus Martinus I (649-655)

Het jaar 649 is het 49e jaar in de 7e eeuw volgens de christelijke jaartelling.

## Gebeurtenissen

### Byzantijnse Rijk
- Byzantijns-Arabische Oorlog: Een Arabische invasievloot (1700 schepen) onder bevel van Moe'awija (latere kalief van de Omajjaden) verovert Cyprus. De moslims nemen na een korte belegering de hoofdstad Constantia in en plunderen de rest van het eiland. De Cyprioten worden gedwongen schatting (jizya) te betalen en mogen hun eigen godsdienst behouden.
- Constans II geeft Olympius, exarch van Ravenna, opdracht om paus Martinus I gevangen te nemen. Hij beraamt een plan om de paus tijdens het leiden van de hoogmis te laten vermoorden. Na een mislukte poging komt Olympius in verzet tegen de Byzantijnse keizer.

### Europa
- Koning Clovis II (elf jaar oud) trouwt met de Angelsaksische slavin Bathildis, die een vooraanstaand aristocrate was voor zij werd gevangengenomen. Erchinoald, hofmeier van Neustrië, weet de machtspositie van de jonge Clovis te consolideren.

## Religie
- 14 mei - Paus Theodorus I overlijdt in Rome na een 7-jarig pontificaat. Hij wordt opgevolgd door Martinus I als de 74e paus van de Katholieke Kerk. Vanwege een conflict over het monotheletisme wordt Martinus zonder de toestemming van keizer Constans II gekozen.
- Lateraans Concilie: Martinus I roept in de Sint-Jan van Lateranen een synode bijeen waaraan 105 bisschoppen uit Italië, Sicilië en Sardinië deelnemen. In de synode wordt het monotheletisme veroordeeld en de Typos (zie: 648) verworpen.

## Overleden
- 14 mei - Theodorus I, paus van de Katholieke Kerk
- 10 juli - Tai Zong, keizer van het Chinese Keizerrijk
- Birinus, bisschop van Dorchester (waarschijnlijke datum)
- Gertrudis de Oude, Frankisch edelvrouw
- Goar van Aquitanië, Frankisch priester en heilige